# Приколич
Приколи́ч (рум. pricolici; [pri.koˈlit͡ʃʲ]) — персонаж румынской мифологии, оборотень, способный превращаться в волка или собаку.
Приколичами называли: мертвецов, вставших из могилы в образе волка или собаки, реже других диких животных; живых людей, способных на время превращаться в волков или собак; души мертвецов, превратившиеся в собак, которых люди боялись как дьявола, а после вновь ставшие людьми, которые при этом воскресли; чертей, превратившихся в собак и кошек; зверей в образе людей или псов, злых духов в виде диких зверей, произошедших от сожравших человека волков (последних называли tricolici).
Считалось, что приколичами должны были становиться незаконорожденные дети, появившиеся на свет с хвостом; девятый из братьев, родившихся в один месяц (что связано с близнечным культом); человек, который случайно выпил волчью мочу; ребёнок от инцеста между отцом и дочерью или матерью и сыном (он убегает от родителей и бежит пока не почувствует отчаяние от одиночества, после чего перекувыркивается три раза через голову и превращается в волка, собаку или другого зверя, разрывающего в бешенстве всех встречных).
Приколичей представляли с хвостом, когтями и покрытыми волчьей шерстью, у них острая собачья морда с длинными ушами, передние лапы длиннее задних или наоборот, седая взъерошенная как у гиены холка. По некоторым представлениям, у них одна половина тела как у человека, а другая как у зверя (собаки, быка, медведя, барсука). Они могут выглядеть как большая чёрная собака с белой грудью или как белый волк с длинным хвостом.
Приколичи могли становиться главами волчьих стай: руководить волками, помогать им найти добычу, распределять её между ними (в этой функции они сближаются у румын с такими христианскими святыми как Пётр, Андрей и Николай). Существовало поверье, что приколичи могли превращаться в стригоев, которые в свою очередь также могли превращаться в волков и собак. Связь с приколичами в румынской мифологии имеет также рысь, например, говорили, что рысь смеётся как человек, так как произошла от приколича, она указывает волкам нападать на скот и т. п. Приколичи имеют некоторые черты вампиров, например, кровожадность. Здесь можно упомянуть поверия, говорящие, что если приколич будет ранен и высосет собственную пролившуюся кровь, то вновь станет человеком, но рана останется; и что если приколича укусит собака, то он также станет человеком, но на его теле продолжит расти шерсть.
Происхождение слова остаётся невыясненным. Возможно, в том числе, что это славянизм, но соответствий в славянских языках не известно.
К превращениям в волков и собак в румынской мифологии также способны вырколаки, босоркои, морои, стригои. Можно также упомянуть собакоголовых кэпкэунов.